# Jewell School
Pour les articles homonymes, voir Jewell.
 (avril 2019).
Jewell School est une école publique située à Jewell, Oregon, et aux États-Unis. C'est la seule école du district scolaire de Jewell. L’école a une adresse postale à Seaside car Jewell n’a plus de bureau de poste. Pour l’année scolaire 2008-2009, l’école Jewell a reçu 3,1 millions de dollars en bois d’œuvre (près de dix fois les recettes fiscales). 

## Les universitaires
En 2008, 63% des aînés de l'école ont reçu un diplôme d'études secondaires . Sur huit étudiants, cinq ont obtenu leur diplôme et trois ont abandonné leurs études. 